# Iliófago
Los animales iliófagos o detritívoros se definen como organismos heterótrofos que se alimentan ingiriendo detritos como por ejemplo los carroñeros (como los son las hienas), hongos y bacterias.
1. Oniscídeos (cochinillas de la humedad, marranitos)
2. Escarabajos peloteros
3. Escatofágidos (moscas del estiércol)
4. Lumbrícidos (lombrices de tierra)
5. Diplópodos (milpies)
6. Pulmonados sin concha (babosas de tierra)
7. Asteroideos (estrellas de mar)
8. Holoturoideos (pepinos de mar)
9. Uca (barriletes o cangrejos violinistas)
10. Poliquetos sedentarios
11. Algunos Hypostominae y Parotocinclus en un biotopo poco nutritivo (Familia de Loricariidae)[1]

Existen otros organismos descomponedores de materia orgánica, incluyendo plantas y protistas (o protoctistas), que no se clasifican como detritívoros sino como saprótrofos (o lisotrofos). Los saprótrofos se alimenta también de detritos pero lo hacen mediante digestión extracelular y externa mientras que los detritívoros ingieren la materia y la digieren mediante procesos internos.
Los animales carroñeros, o necrófagos, no se suelen considerar como detritívoros ya que se alimentan de materia orgánica muerta pero generalmente en estados muy tempranos de descomposición. Aunque la mayoría de biólogos los tratan por igual, el término carroñero se suele reservar para animales de gran tamaño que ingieren grandes cantidades de materia orgánica.

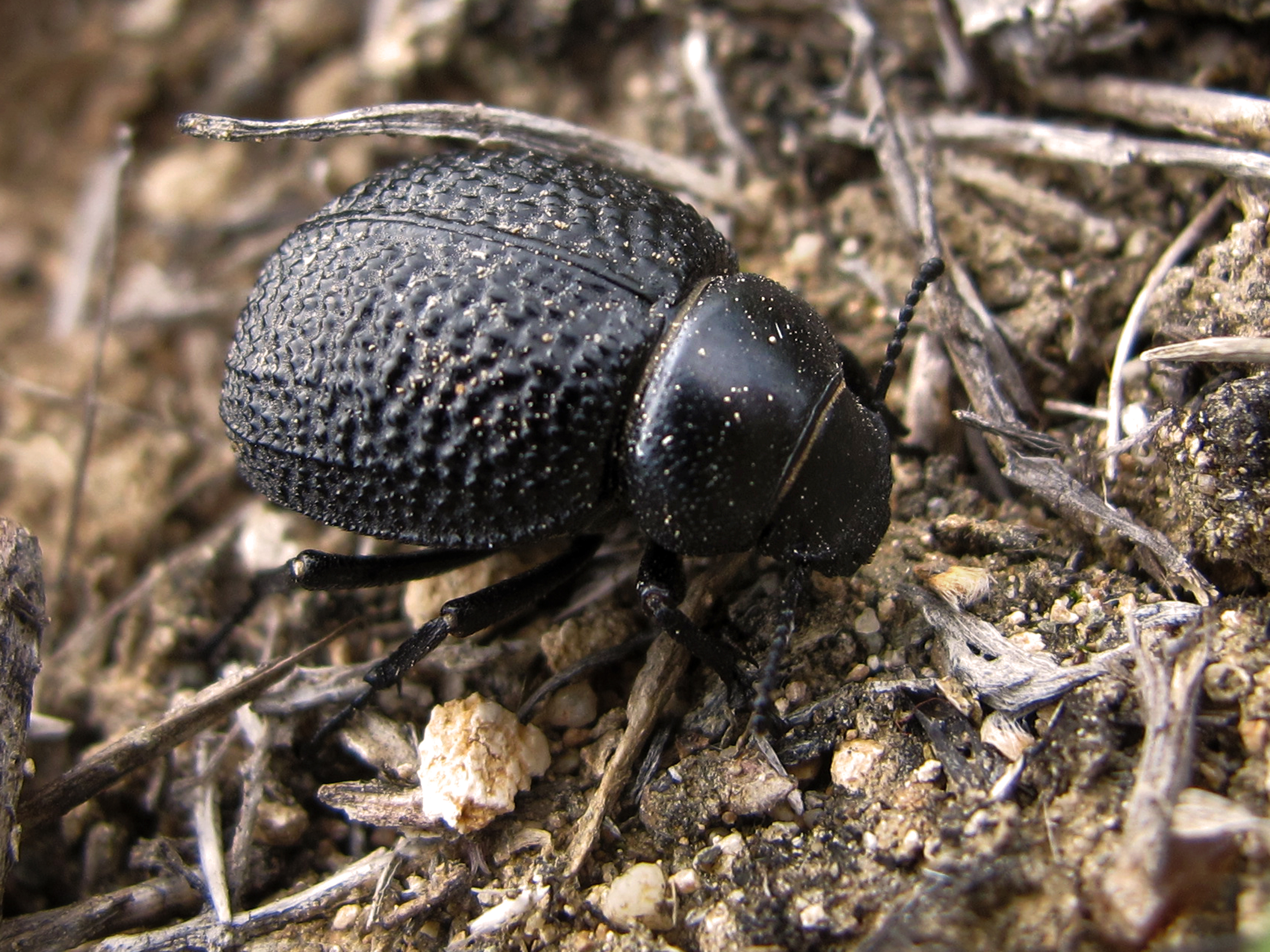
Escarabajo

## Papel ecológico
Los detritívoros o iliófagos tienen un papel ecológico muy importante en todos los ecosistemas ya que contribuyen a la descomposición de la materia orgánica y al ciclo biogeoquímico, es decir, al movimiento de elementos entre el medio ambiente y los seres vivos. Este proceso de reciclaje es imprescindible para mantener la vida en la Tierra dado que la cantidad de materia en el planeta es limitada y los nutrientes se agotarían.

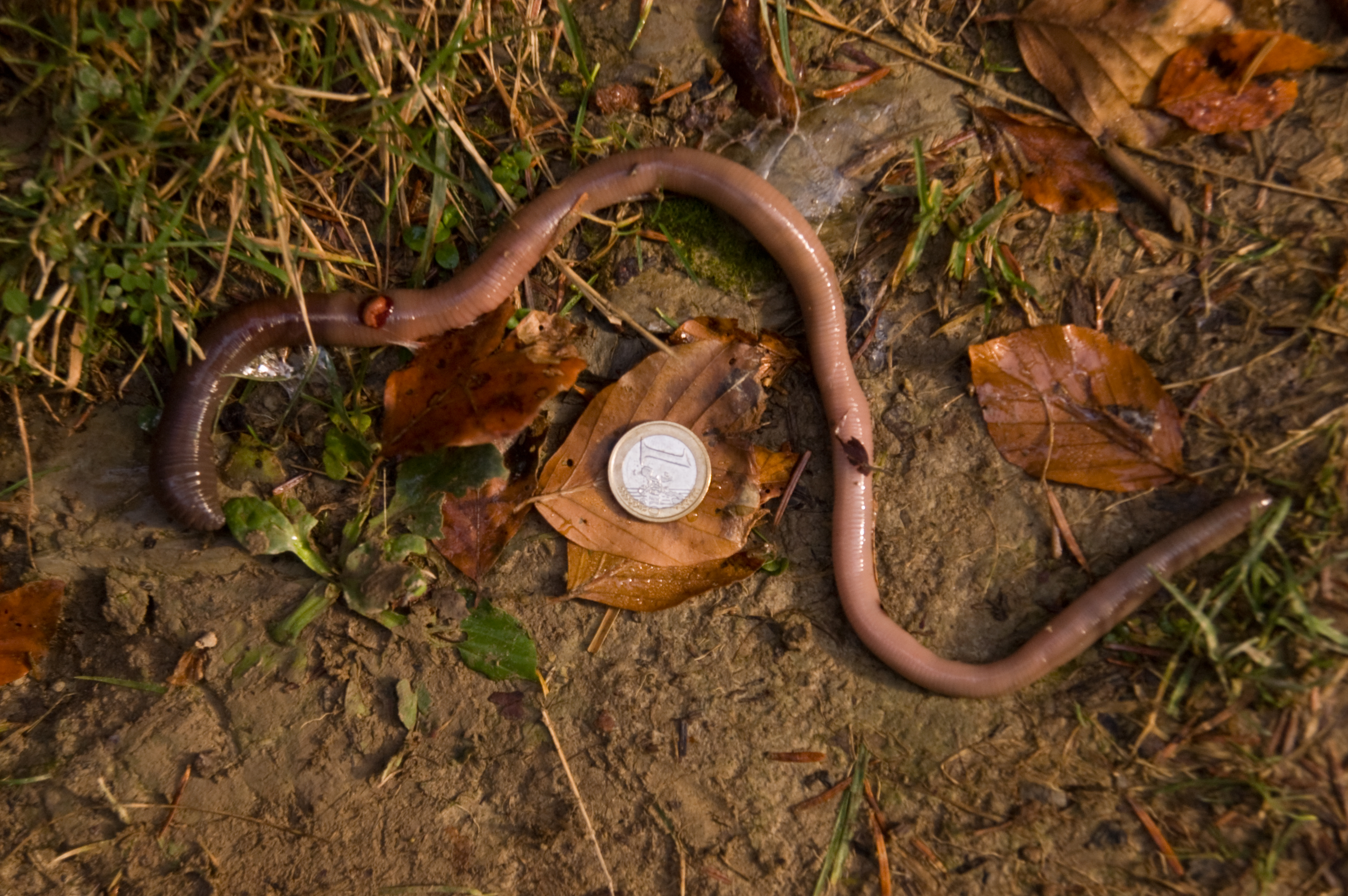
Lombriz de tierra

Los detritívoros se alimentan de prácticamente cualquier materia orgánica en descomposición: cadáveres, hojas caídas, plantas muertas, restos animales como heces o pieles de muda, y un largo etcétera. La ingieren, digieren, absorben los nutrientes que puedan aprovechar y excretan los restos.

Los restos excretados todavía contienen nutrientes que son devueltos al suelo y facilitan el crecimiento de nuevas plantas o su consumo por otros organismos como bacterias y hongos acelerando el proceso de descomposición y propiciando que los ciclos biogeoquímicos de los nutrientes se completen más rápido.
- Datos: Q6447620